# Трудный контракт
«Тру́дный контра́кт» (англ. Hard Contract) — фильм-боевик режиссёра С. Ли Погостина с участием Джеймса Коберна в главной роли. США, 1969 год. На российском телевидении выходил под названием «Жёсткие рамки»

## Сюжет
Штатный наёмный убийца ЦРУ Джон Каннингем (Коберн) — человек без принципов и морали. Его шеф — Ремси (Мередит), работающий под прикрытием профессором физики в колледже, даёт ему новый трудный контракт на уничтожение трёх человек в Европе: первого в Испании, второго в Бельгии, информация о третьем будет предоставлена позже. По дороге в Испанию он знакомится с двумя женщинами: богатой англичанкой Шейлой Меткейлф (Ремик) и её подругой Адрианой (Палмер), и их друзьями, Морисом и Алексисом. У Шейлы и Джона завязываются романтические отношения. Исполнив два первых заказа, Каннингем узнаёт про третью цель. Он должен убить своего бывшего коллегу, ещё более беспринципного и хладнокровного ликвидатора Майкла Карсона (Хэйден). Джон впервые в жизни ощущает неуверенность в себе и медлит с исполнением контракта. К нему вылетает Ремси, чтобы настоять на строгом выполнении договора, но влюбляется в Ариадну и отказывается от своих кровожадных планов. Фильм заканчивается весёлым пикником двух влюблённых пар.

## В ролях
- Джеймс Коберн — Джон Каннингем
- Ли Ремик — Шейла Меткейлф
- Лилли Палмер — Адриана
- Берджесс Мередит — «профессор» Ремси
- Стерлинг Хэйден — Майкл Карсон